# Novi Urengoi
Novi Urengoi (rus: Но́вый Уренго́й) és una ciutat de Iamàlia, a Rússia. Amb 104.107 habitants el 2010 és la segona ciutat més poblada de Iamàlia després de Noiabrsk, però força més poblada que Salekhard, la capital d'aquest districte autònom. Es va fundar l'any 1975 després del descobriment del jaciment de gas natural d'Urengoi, que probablement és el més gran de Rússia. Va rebre l'estatus de ciutat l'any 1980.
L'economia de la ciutat està basada en l'extracció d'hidrocarburs, sobretot petroli i gas natural. Novi Urengoi és un dels principals centres de la conca petrolífera de la Sibèria occidental i Gazprom és l'empresa amb més treballadors a la zona.
L'aeroport de Novi Urengoi, situat uns quatre quilòmetres al sud-oest de la ciutat és un dels mitjans d'accés a la ciutat. És l'estació terminal de la línia ferroviària entre Tiumén i Novi Urengoi. També forma part de la línia ferroviària incompleta Salekhard-Igarka.
Novi Urengoi té un clima subàrtic (classificació de Köppen Dfc).
| Dades climàtiques a Novi Urengoi                                               | Dades climàtiques a Novi Urengoi | Dades climàtiques a Novi Urengoi | Dades climàtiques a Novi Urengoi | Dades climàtiques a Novi Urengoi | Dades climàtiques a Novi Urengoi | Dades climàtiques a Novi Urengoi | Dades climàtiques a Novi Urengoi | Dades climàtiques a Novi Urengoi | Dades climàtiques a Novi Urengoi | Dades climàtiques a Novi Urengoi | Dades climàtiques a Novi Urengoi | Dades climàtiques a Novi Urengoi | Dades climàtiques a Novi Urengoi |
| Mes                                                                            | gen                              | febr                             | març                             | abr                              | maig                             | juny                             | jul                              | ag                               | set                              | oct                              | nov                              | des                              | anual                            |
| ------------------------------------------------------------------------------ | -------------------------------- | -------------------------------- | -------------------------------- | -------------------------------- | -------------------------------- | -------------------------------- | -------------------------------- | -------------------------------- | -------------------------------- | -------------------------------- | -------------------------------- | -------------------------------- | -------------------------------- |
| Màxima mitjana °C (°F)                                                         | −22 (−8)                         | −21 (−6)                         | −13 (9)                          | −6 (21)                          | 1 (34)                           | 11 (52)                          | 18 (64)                          | 15 (59)                          | 8 (46)                           | −3 (27)                          | −13 (9)                          | −18 (0)                          | −3.6 (25.6)                      |
| Mínima mitjana °C (°F)                                                         | −30 (−22)                        | −30 (−22)                        | −23 (−9)                         | −17 (1)                          | −7 (19)                          | 4 (39)                           | 10 (50)                          | 8 (46)                           | 2 (36)                           | −9 (16)                          | −20 (−4)                         | −26 (−15)                        | −11.5 (11.3)                     |
| Precipitació mitjana mm (polzades)                                             | 27 (1.06)                        | 20 (0.79)                        | 24 (0.94)                        | 25 (0.98)                        | 34 (1.34)                        | 48 (1.89)                        | 57 (2.24)                        | 64 (2.52)                        | 61 (2.4)                         | 45 (1.77)                        | 36 (1.42)                        | 30 (1.18)                        | 471 (18.53)                      |
| Font: World Climate Guide - Novyy Urengoy — . Accés el 19 de novembre de 2012. |                                  |                                  |                                  |                                  |                                  |                                  |                                  |                                  |                                  |                                  |                                  |                                  |                                  |